# Тайбольське
Тайбольське (рос. Тайбольское) — присілок у Волховському районі Ленінградської області Російської Федерації.
Населення становить 37 осіб. Належить до муніципального утворення Паське сільське поселення.

## Історія
Згідно із законом № 56-оз від 6 вересня 2004 року належить до муніципального утворення Паське сільське поселення.

## Населення
| 1997 | 2007 | 2010 | 2012 | 2017 |
| ---- | ---- | ---- | ---- | ---- |
| 39   | ↘37  | ↗39  | ↘35  | ↗37  |